# Nesophontes edithae
El nesofontes de Puerto Rico (Nesophontes edithae) o musaraña isleña de Puerto Rico, es una especie de mamífero soricomorfo endémico de Puerto Rico, extinto en tiempos modernos.
Se cree que este animal nunca fue observado por los colonos europeos. Los subfósiles de nesofontes encontrados junto a artefactos indígenas y restos de ratas introducidas, indican una supervivencia en la era colonial, posiblemente hasta el siglo XVI. No obstante, estudios efectuados en 2006 arrojaron que el registro fósil más reciente de la musaraña isleña data de poco menos de 1000 años, por lo que es probable que su extinción (o al menos el declive de su población) se haya dado antes del arribo ibérico a Puerto Rico. Nesophontes edithae habitaba el bosque nuboso particular del oeste de la isla. Se sabe que era insectívoro. Se han hallado ejemplares fosilizados de la especie en Londres. Si bien se desconoce la causa de su desaparición, se adjudica ésta a la introducción de ratas (Rattus spp.) por los antedichos colonizadores (ello no comprobado),así como a la destrucción de su hábitat forestal.